# استیون مرچنت
 استیون مرچنت (انگلیسی: Stephen Merchant؛ زادهٔ ۲۴ نوامبر ۱۹۷۴) یک هنرپیشه، و فیلم‌نامه‌نویس اهل بریتانیا است. وی از سال ۱۹۹۸ میلادی تاکنون مشغول فعالیت بوده‌است.

## فیلم‌شناسی
از فیلم‌ها یا برنامه‌های تلویزیونی که وی در آن نقش داشته است، می‌توان به پری دندان،تئوری بیگ بنگ، اختراع دروغ، درگاه ۲، گذرگاه، لوگان، من آن را یک سال می‌دهم و جک‌بوتس در وایتهال اشاره کرد.